# Yara van Kerkhof
Yara van Kerkhof (née le 31 mai 1990 à Zoetermeer) est une patineuse de vitesse sur piste courte néerlandaise.

## Biographie
Yara van Kerkhof est originaire de Zoetermeer.
Elle commence le short-track en même temps que sa grande sœur Sanne van Kerkhof, en 2001.
Sa sœur Sanne représente les Pays-Bas aux épreuves de patinage de vitesse sur piste courte aux Jeux olympiques d'hiver de 2014.

## Carrière
En 2009, elle déménage à Heerenveen et intègre l'équipe nationale.
De 2011 à 2016, elle remporte cinq fois le relais en Championnats d'Europe. En 2011, son équipe obtient aussi l'argent à une manche de coupe du monde.

### Jeux olympiques de Sotchi
En 2014, elle arrive 11e au 500 mètres aux Jeux olympiques de Sotchi. Elle se place 15e au 1 500 mètres et dix-huitième au 1 000 mètres.

### Jeux olympiques de Pyeongchang
La Coupe du monde de short-track 2016-2017, en quatre manches, fait office de qualifications pour le patinage de vitesse sur piste courte aux Jeux olympiques de 2018.
À la première manche de la Coupe du monde, à Budapest, elle tombe en quarts de finale du 500 mètres, ce qui la place 19e au classement général. Au 1 000 mètres, elle arrive septième, juste derrière Ekaterina Efremenkova ; les deux patineuses ont été gênées par Suzanne Schulting, qui reçoit une pénalité. À la deuxième manche de la Coupe du monde, en octobre 2017 à Dordrecht, elle tombe en finale A du 500 mètres et arrive donc quatrième de la distance. Au 1 000 mètres, elle arrive quatrième, un millième de seconde derrière la Coréenne Lee Yu-Bin. Au relais, son équipe arrive en quatrième position ; elle est composée d'elle, de Suzanne Schulting, de Lara van Ruijven et de Jorien ter Mors. À la troisième et avant-dernière manche de la Coupe du monde, en novembre 2017 à Shanghai, elle arrive 11e au 500 mètres. À la dernière manche de la Coupe du monde, elle arrive 9e au 500 mètres. Au 1 000 mètres, elle gagne une médaille de bronze derrière Choi Min-jeong et Kim Boutin. Le relais féminin néerlandais, composé d'elle et de Lara van Ruijven, Rianne de Vries et Suzanne Schulting, remporte la médaille d'or.
En janvier 2018, elle remporte les championnats nationaux néerlandais.
Aux Jeux olympiques, elle remporte l'argent au 500 mètres, devenant la première femme néerlandaise médaillée olympique dans la discipline.

### Mondiaux de 2021
Aux Championnats du monde de patinage de vitesse sur piste courte 2021 à Dordrecht, elle est médaillée d'or en relais.

### Jeux olympiques de 2022
Elle prend l'or au relais aux Jeux olympiques de 2022.

### Fin de carrière
Elle prend sa retraite sportive en juillet 2024, à 34 ans. Titulaire d'un Master, elle se destine au travail social.